# (74089) 1998 OJ15
(74089) 1998 OJ15 – planetoida z pasa głównego asteroid okrążająca Słońce w ciągu 4,28 lat w średniej odległości 2,64 j.a. Odkryta 20 lipca 1998 roku.